# Западник (фильм)
«Западник» (нем. Westler) — немецкий (ФРГ) фильм-драма 1985 года режиссёра Виланда Шпека. Часть фильма нелегально снята на территории ГДР.

## Сюжет
Фильм рассказывает о любви двух молодых людей. В их отношениях есть одно значительное препятствие — Берлинская стена. Томас — гражданин ГДР и живёт в Восточном Берлине, а Феликс — житель ФРГ из Западного Берлина. История начинается с того, что Феликс посещает социалистическую часть города и встречает там Томаса, между ними возникает любовь с первого взгляда. Феликс начинает часто навещать своего друга, однако это не может длиться бесконечно из-за нестабильности пограничного пропуска и возникновения подозрения со стороны восточногерманских властей. Вместе они задумывают план побега из социалистического лагеря.

## Награды
- Фестиваль Макс Олхюльс: приз зрительских симпатий, 1986 год.
- Международный ЛГБТ-кинофестиваль в Сан-Франциско, 1986 год.
- Международный ЛГБТ-кинофестиваль в Турине, 1987 год.